# Auguste Maïcon
Auguste Maïcon (Villefranche-sur-Mer, 3 décembre 1891 - Saint-Raphaël, 17 août 1974) est un aviateur français aussi actif dans le cinéma.

## Biographie

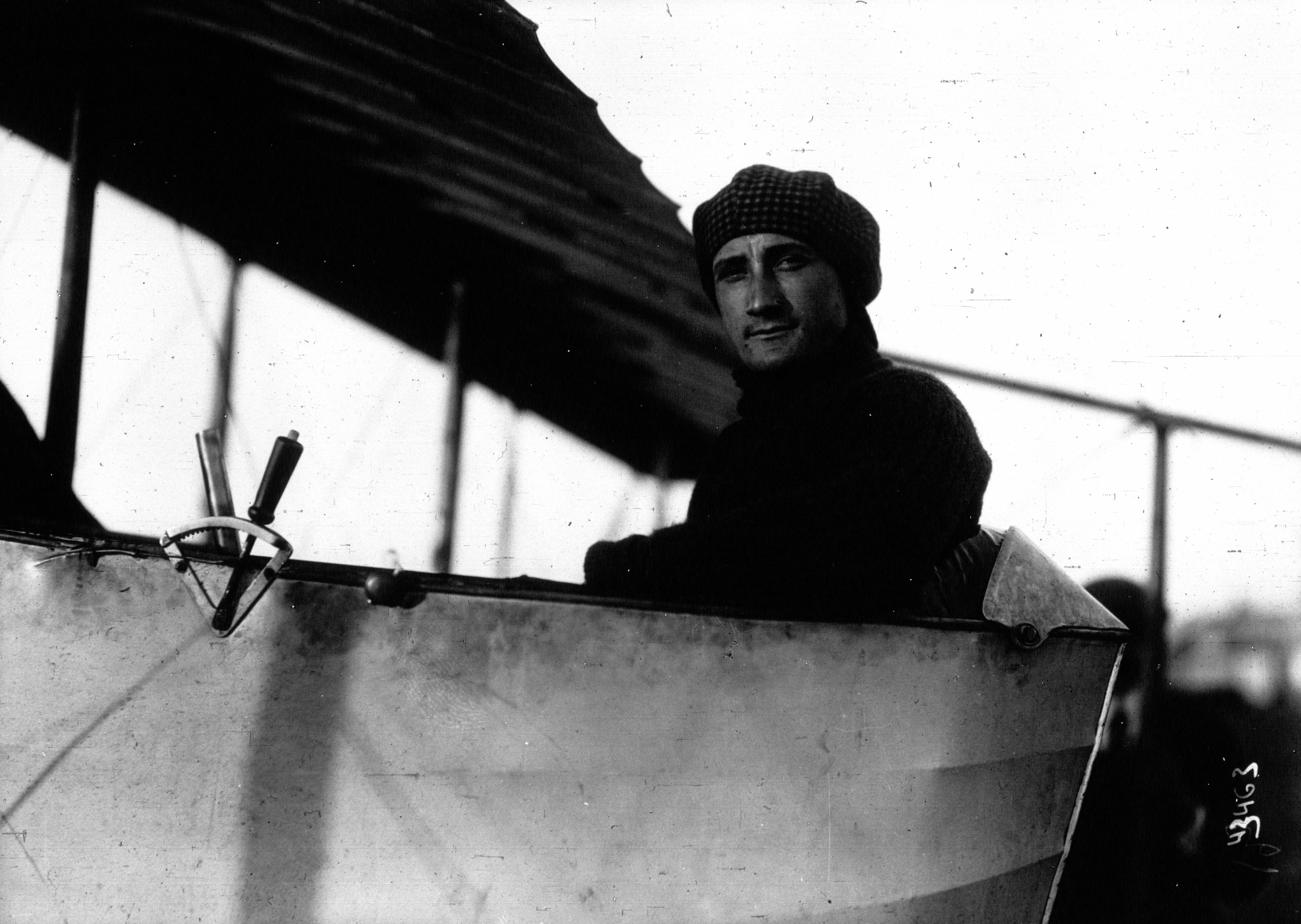
Auguste Maïcon à Reims en 1913.

Enthousiasmé par le meeting aérien d'avril 1910 à Nice,, il a obtenu son brevet de pilote l'année suivante (no 695). Au début de la première Guerre mondiale, il a été mobilisé comme pilote le 2 août 1914. Il s'est rendu célèbre le 24 août 1919 en passant à deux reprises aux commandes de son Caudron G.3 sous le Pont Napoléon-III entre Nice et Saint-Laurent-du-Var.
En 1920, il a participé sur le trimoteur Caudron C.39 au Grand Prix de Monaco, une épreuve pour hydravions organisée du 18 avril au 2 mai,, mais il a été éliminé. 
Au début des années 1920, Auguste Maïcon crée une compagnie aérienne à son nom, et s'engage dans le réaménagement de l'aérodrome de La Californie, qui deviendra plus tard l'aéroport de Nice-Côte d'Azur.
Il a participé à la même compétition en avril de l'année suivante, avec plus de succès. Il a remporté le premier prix sur le trajet Monaco-Ajaccio et retour (492 km), en un peu plus de 8 heures. Il a aussi remporté l'épreuve Monaco-Cannes-San Remo et retour, au cours de laquelle il a atteint une altitude de 2000 m en 45 minutes, avec une charge de  200 kg. Sa tentative dans l'épreuve de vitesse a été interrompue par un début d'incendie. Son cockpit envahi de fumée, il a perdu le contrôle de l'avion, qui a amerri en catastrophe au large de Saint-Raphaël. Il n'y a pas eu de blessés, mais le C.39 a été sérieusement endommagé.
Une fois l'avion réparé et remis en configuration terrestre, Maïcon a participé au Grand Prix de l'Aéro-Club de France (mi-juin 1921), mais il a été contraint à l'abandon à Cadaujac, au sud de Bordeaux, après ce que L'Aérophile a décrit comme un « magnifique début de course ». En septembre, il a pris part à la Coupe Michelin sur un monomoteur Caudron C.60 (Alphonse Poirée a remporté l'épreuve sur un avion du même modèle).
Il a aussi mis son expertise en matière d'avions au service du cinéma.
Dans les années 1950, il a vécu à Gilette et sur son bateau à côté du port de Nice. Il est mort dans l'anonymat à Saint-Raphaël en 1974.

## Hommages
En 1978, Saint-Laurent-du-Var a donné son nom à une promenade le long du Var, juste en amont du lieu de son exploit (il existe aussi une rue Auguste Maïcon à Nice).
Une exposition lui a été consacrée à la citadelle Saint-Elme de Villefranche-sur-Mer durant l'été 2016.